# Amqa
Amqa er en tidligere palæstinensisk, arabisk landsby , beliggende 11 km nord for Akko i Galilæa. Indbyggerantallet var 1240 i 1945 og byen dækkede mere end 6000 dunams, 6.1 km². Landsbyen blev erobret af Israel's Sheva Brigade den 16. juli, 1948 under Operation Dekel, en israelsk offensiv i Den Arabisk-Israelske Krig 1948. I 1949 blev landsbyen befolket af Yemenitiske jøder og blev omdøbt til Amka.

## Arkæologiske steder
Tre khirbats (høje) ligger indenfor 'Amqa's område, og de rummer fundamenterne for bygninger, smukt hugne sten, oliepresser og en cisterne.

## Okkupation og etnisk udrensning
Landsbyen blev erobret af Israel's Sheva Brigade den 16. juli, 1948 under Operation Dekel, en israelsk offensiv i Den Arabisk-Israelske Krig 1948 og blev stort set ødelagt, med undtagelse af dens skole og moske, og den blev næsten helt etnisk renset, med undtagelse af dens drusiske indbyggere, som stadig bor tæt ved. I 1949 blev landsbyen befolket af Yemenitiske jøder og blev omdøbt til Amka.